# Trappistenkloster Kasanza
Das Trappistenkloster Kasanza (lat. Monasterium Beatae Mariae de Emmanuel; franz. Monastère Notre-Dame de l'Emmanuel) ist seit 1958 ein kongolesisches Kloster der Trappisten in Kasanza bei Kole, westlich Lodja, Bistum Kikwit.

## Geschichte
Die belgische Trappistenabtei Achel gründete 1958 im 130 Kilometer von Kikwit entfernten Kasanza das von dem im damaligen Belgisch-Kongo lebenden Jesuiten und Eremiten Henri Pauls (1902–1952) ersehnte Kloster. Von 1964 bis 1966 musste die Gemeinschaft fliehen und hielt sich in Léopoldville (heute: Kinshasa) und Kikombo auf. Sie kehrte zurück und stellte das schwer beschädigte und geplünderte Kloster wieder her, das 1984 zum Priorat erhoben wurde und dabei den Namen Notre-Dame de l’Emmanuel („Maria Emanuel“) annahm  (Henri Pauls nannte sich „Priester des Emanuel“). Der aus dem Kloster hervorgegangene Prior Edouard Mununu Kasiala wurde 1986 Bischof von Kikwit.

## Obere und Prioren
- Lambert Vandermeulen (1957–1963)
- Alberic Vanormelingen (1963–1972; 1985–1993)
- Edouard Mununu Kasiala (1972–1985)
- Aelred van den Bosch (1993; 1997–2000)
- Jean-Baptiste Pashi-Tundando (2000–2006)
- Franco Ndulama (2006–)